# کمیل سالیوان
کَمیل سالیوان (انگلیسی: Camille Sullivan؛ زادهٔ ۶ ژوئیهٔ ۱۹۷۵) یک هنرپیشه اهل کانادا است. وی از سال ۱۹۹۸ میلادی تاکنون مشغول فعالیت بوده‌است.
از فیلم‌ها یا مجموعه‌های تلویزیونی که وی در آن‌ها نقش داشته است می‌توان به پلیس‌های تازه‌کار، طلوع مرگ، تفنگدار دریایی ۳ و شلبی اوکس اشاره نمود.